# Astronauti per anno di selezione
Questa è la lista degli astronauti per anno di selezione: persone selezionate per addestrarsi per un programma spaziale umano per comandare, pilotare, o servire come membro dell’equipaggio di una navicella spaziale. Fino a poco tempo fa, gli astronauti venivano addestrati dai governi o dalle agenzie militari o civili. Comunque, con l’arrivo dei voli spaziali suborbitali della navetta privata SpaceShipOne nel 2004, si è venuta a creare una nuova categoria di astronauti: gli astronauti commerciali.
Mentre il termine astronauta viene applicato a tutti quelli che si addestrano per volare nello spazio (inclusi scienziati, politici, giornalisti e turisti) questa lista conterrà solo astronauti professionisti, cioè quelli selezionati per addestrarsi e volare nello spazio per professione. Questo include programmi spaziali nazionali e programmi dei privati che addestrano e/o assumono i propri astronauti professionisti.
Più di 500 persone si sono addestrate come astronauti. Una lista completa delle persone che hanno volato nello spazio si può trovare nella Lista di astronauti e cosmonauti per nazione.

## 1957
Gruppo 1 Piloti Astronauti North American X-15 ( Stati Uniti)
Neil Armstrong, Scott Crossfield, Iven Kincheloe, John McKay, Joseph Walker, Alvin White, Robert White
Per la selezione dei piloti non c'è stato nessun processo di selezione formale, dato che quelli scelti erano già piloti collaudatori qualificati.
Crossfield e Alvin White erano rispettivamente il pilota collaudatore principale e quello di riserva della North American Aviation che per primi hanno aderito al progetto. I piloti dell'Aeronautica Kincheloe (pilota principale) e White (riserva) erano stati assegnati all'X-15 nel 1957. Quando Kincheloe è rimasto ucciso in un incidente durante un altro programma, Robert White è diventato il pilota principale e Rushworth (1958) la sua riserva. I primi piloti della NASA sono stati Walker e Armstrong. Petersen (1958) rappresentava la Marina.
Walker e Armstrong erano stati poi sostituiti dai piloti NASA McKay, Thompson (1963) e Dana (1965). White e Rushworth erano invece dai piloti Engle (1963), Knight (1964) e Adams (1966). La Marina aveva selezionato Lloyd Hoover come sostituto di Peterson, ma non ha mai volato.

## 1958
25 giugno – Gruppo Piloti Astronauti Man In Space Soonest ( Stati Uniti)
Neil Armstrong, Bill Bridgeman, Scott Crossfield, Iven Kincheloe, John McKay, Robert Rushworth, Joseph Walker, Alvin White, Robert White
Nove piloti collaudatori dal NACA, dall'USAF, dal NAA e dalla Douglas Aircraft Company erano stati selezionati per il progetto Man In Space Soonest, un'iniziativa dell'Aeronautica americana per portare l'uomo nello spazio prima dell'Unione Sovietica. Il progetto venne cancellato il 1º agosto ma due di questi uomini avrebbero raggiunto lo spazio con altri programmi spaziali: Walker avrebbe svolto due voli X-15 sopra i 100 chilometri nel 1963; e Armstrong si unì alla NASA nel 1962, volando poi nei Programmi Gemini e Apollo, diventando il primo uomo a mettere piede sulla Luna il 21 luglio 1969.
Ottobre – Gruppo 2 Piloti Astronauti North American X-15  ( Stati Uniti)
Forrest Petersen, Robert Rushworth

## 1959
9 aprile – Gruppo 1 Astronauti NASA – Mercury Seven ( Stati Uniti)
Scott Carpenter, Gordon Cooper, John Glenn, Gus Grissom, Wally Schirra, Alan Shepard, Deke Slayton
I membri del primo gruppo di astronauti erano stati selezionati dalla NASA per far parte del Programma Mercury nell'aprile del 1959. Tutti e sette erano piloti collaudatori militari, un requisito specificatamente richiesto dal Presidente Eisenhower per semplificare il processo di selezione. Hanno tutti volato nello spazio, sebbene Slayton non abbia volato in nessuna missione Mercury per motivi medici, volando invece un decennio dopo per la missione Apollo-Sojuz. Gli altri sei hanno volato in una delle missioni Mercury. Per due di questi (Carpenter e Glenn) la missione Mercury è stata la loro unica missione dei programmi Mercury/Gemini/Apollo. Glenn ha volato successivamente a bordo dello Shuttle per la missione STS-95.
Tre degli astronauti Mercury (Grissom, Cooper e Schirra) hanno volato anche in una missione del Gemini. Shepard era stato assegnato al Mercury 10, prima che questo fosse cancellato, e come comandante della missione Gemini 3, ma non ha potuto volare per motivi medici. Dopo l’operazione chirurgica ha volato come comandante dell'Apollo 14, diventando l’unico astronauta Mercury ad andare sulla Luna.
Schirra è stato l’unico astronauta a volare su tutti e tre i tipi di navicelle, sebbene Grissom fosse stato assegnato alla missione Apollo 1 prima di morire. Cooper è stato il comandante di riserva per Apollo 10, la prova generale per l'allunaggio e avrebbe comandato un'altra missione (probabilmente Apollo 13, secondo la rotazione degli equipaggi), ma è stato eliminato dalla rotazione dopo un disaccordo con l'amministrazione della NASA.
In generale, almeno un membro dei Mercury Seven ha volato in ogni navicella NASA provvista di equipaggio (ma non a bordo delle stazioni spaziali, quindi né Skylab né l’ISS) fino alla fine del XX secolo: Mercury, Gemini, Apollo e Space Shuttle.

## 1960
7 marzo – Gruppo cosmonauti TsPK 1 ( Unione Sovietica)
Ivan Anikeev, Pavel Beljaev, Valentin Bondarenko, Valerij Bykovskij, Valentin Filat'ev, Jurij Gagarin, Viktor Gorbatko, Anatolij Kartašov, Evgenij Chrunov, Vladimir Komarov, Aleksej Leonov, Grigorij Neljubov, Andrijan Nikolaev, Pavel Romanovič Popovič, Mars Rafikov, Georgij Šonin, German Titov, Valentin Varlamov, Boris Volynovv, Dmitrij Zaikin
I membri del primo gruppo dei cosmonauti sono stati scelti tra i piloti collaudatori dell'Aeronautica sovietica. Anikeev e Filat'ev erano stati licenziati per problemi di alcolismo mentre Neljubov e Rafikov per motivi disciplinari. Kartašov, Varlamov e Zaikin si sono ritirati per motivi medici. Bondarenko è morto per un incendio in una camera pressurizzata riempita di ossigeno puro. Si tratta della prima vittima di un incidente nel programma spaziale sovietico.

## 1962
12 marzo – Gruppo cosmonauti TsPK Donne ( Unione Sovietica)
Tat'jana Kuznecova, Valentina Ponomarëva, Irina Solov'ëva, Valentina Tereškova, Žanna Ërkina
Dal 12 marzo 1962, un gruppo di donne civili con esperienze di paracadutismo sono state aggiunte al programma di addestramento di cosmonauti. Solo Tereškova avrebbe successivamente volato nello spazio. Una paracadutista d’alta quota, la ventenne Kuznecova era, e tutt'oggi rimane, la persona più giovane ad essere mai stata selezionata per addestrarsi ad un volo spaziale.
17 settembre – Gruppo 2 Astronauti NASA – The Next Nine ( Stati Uniti)
Neil Armstrong, Frank Borman, Pete Conrad, Jim Lovell, James McDivitt, Elliot See, Thomas Stafford, Ed White, John Young
Tutti gli astronauti di questo gruppo hanno volato in missioni del Programma Gemini con l’eccezione di See, che è morto in un incidente aereo mentre si stava preparando per Gemini 9. Inoltre, hanno tutti volato sulla navicella Apollo, tranne White, perito nell'incidente dell’Apollo 1.
Tre di questo gruppo (McDivitt, Borman e Armstrong) hanno svolto un volo a bordo della Gemini e uno a bordo dell’Apollo. Altri quattro (Young, Lovell, Stafford e Conrad) hanno volato ognuno in due missioni Gemini e almeno una con l’Apollo. Young e Lovell hanno entrambi svolto due missioni Apollo. Anche Conrad e Stafford hanno svolto il secondo volo nella navicella Apollo: Conrad nello Skylab 2 e Stafford nell’Apollo-Sojuz.
Sei di questo gruppo (Borman, Lovell, Stafford, Young, Armstrong e Conrad) hanno partecipato a missioni lunari. Lovell e Young sono andati nella Luna due volte. Armstrong, Conrad e Young hanno camminato sulla Luna. McDivitt è stato successivamente Direttore del Programma Apollo e sarebbe diventato o il pilota principale del LEM o il comandante di riserva per l’Apollo 14, ma ha lasciato la NASA per un conflitto con Alan Shepard e Deke Slayton. Young ha volato a bordo delle missioni Shuttle (STS-1 e STS-9) e si è ritirato nel 2004. È stato il primo e l’ultimo del suo gruppo ad andare nello spazio.
19 settembre – Gruppo Piloti Astronauti Dyna-Soar ( Stati Uniti)
Albert Crews, Henry Gordon, William Knight, Russell Rogers, Milton Thompson, James Wood

## 1963
10 gennaio – Gruppo cosmonauti TsPK 2 ( Unione Sovietica)
Jurij Artjuchin, Eduard Bujnovskij, Lev Dëmin, Georgij Dobrovol'skij, Anatolij Filipčenko, Aleksej Gubarev, Vladislav Guljaev, Pëtr Kolodin, Ėduard Kugno, Anatolij Kuklin, Aleksandr Matinčenko, Vladimir Šatalov, Lev Vorob'ëv, Anatolij Voronov, Vitalij Žolobov
Bujnovskij, Guljaev, Kugno e Kuklin si sono ritirati per motivi medici. Kolodin era stato assegnato come membro dell'equipaggio di cinque diverse missioni ma non ha mai volato. Matinchenko e Voronov non hanno mai volato. Vorob'ëv si è ritirato per divergenze politiche.
17 ottobre – Gruppo 3 Astronauti NASA – The Fourteen ( Stati Uniti)
Buzz Aldrin, William Anders, Charles Bassett, Alan Bean, Eugene Cernan, Roger Chaffee, Michael Collins, Walter Cunningham, Donn Eisele, Theodore Freeman, Richard Gordon, Russell Schweickart, David Scott, Clifton Williams
Nonostante quattro membri del Gruppo siano morti in diversi incidenti prima di raggiungere lo spazio (Chaffee nell'incendio dell’Apollo 1, Bassett, Freeman e Williams in incidenti a bordo degli aerei NASA T-38), gli altri dieci hanno tutti volato nel programma Apollo. Aldrin, Bean, Cernan e Scott hanno camminato sulla Luna. Cinque di loro (Aldrin, Cernan, Collins, Gordon e Scott) hanno volato anche in missioni del programma Gemini. Cernan sarebbe poi diventato l’unico astronauta di questo gruppo a volare due volte sulla Luna (Apollo 10 e Apollo 17), mentre Bean sarebbe diventato comandante della missione Skylab 3.
Gruppo 3 Piloti Astronauti North American X-15  ( Stati Uniti)
Joe Engle, Milton Thompson

## 1964
25 gennaio – Gruppo cosmonauti TsPK 2 – Aggiuntivo ( Unione Sovietica)
Georgij Beregovoj
26 maggio – Gruppo cosmonauti Voschod 1 ( Unione Sovietica)
Vladimir Benderov, Georgij Katys, Vasilij Lazarev, Boris Poljakov, Aleksej Sorokin, Boris Egorov
Quattro dei sette erano medici. Questa selezione per un volo Voschod non era stata una selezione ufficiale. Benderov, Katys, Poljakov e Sorokin non hanno mai volato.
11 giugno – Gruppo cosmonauti Voschod 1 – Aggiuntivo ( Unione Sovietica)
Konstantin Feoktistov

## 1965
1 giugno – Gruppo Cosmonauti Voschod 2 ( Unione Sovietica)
Giornalisti: Jaroslav Golovanov, Jurij Letunov, Michail Rebrov
Medici: Evgenij Il’in, Aleksandr Kiselev, Jurij Senkevič
Tre giornalisti e tre medici erano stati selezionati per addestrarsi in preparazione al volo di una missione del Voschod. Quando il programma Voschod è stato cancellato per far spazio al Programma lunare sovietico, si sono ritirati tutti tranne Rebrov che è restato nel programma spaziale come giornalista fino al 1974.
28 giugno – Gruppo 4 Astronauti NASA – The Scientists ( Stati Uniti)
Owen Garriott, Edward Gibson, Duane Graveline, Joseph Kerwin, Curt Michel, Harrison Schmitt
Graveline e Michel hanno lasciato la NASA senza mai volare volare nello spazio. Schmitt ha camminato sulla Luna con la missione Apollo 17. Garriott, Gibson e Kerwin hanno volato a bordo dello Skylab. Garriott ha inoltre volato nella missione STS-9, diventando il primo radioamatore (callsign W5LFL) a operare dall’orbita terrestre.
Settembre – Gruppo Cosmonauti OKB 1 – Gruppo Korolyov ( Unione Sovietica)
Sergej Anochin, Vladimir Bugrov, Gennadij Dolgopolov, Georgij Grečko, Valerij Kubasov, Oleg Makarov, Vladislav Volkov, Aleksej Eliseev
Il gruppo di candidati cosmonauti non sono stati accettati per partecipare all'addestramento. Nel 1966 vengono selezionati per far parte del Gruppo Mishin.
28 ottobre – Gruppo cosmonauti TsPK 3 ( Unione Sovietica)
Boris Belousov, Evgenij Chludeev, Vladimir Degtjaëov, Anatolij Fedorov, Jurij Glazkov, Vitalij Griščenko, Leonid Kizim, Pëtr Klimuk, Gennadij Kolesnikov, Aleksandr Kramarenko, Vasilij Lazarev, Michail Lisun, Aleksandr Petrušenko, Vladimir Preobrazhensky, Valerij Roždestvenskyj, Gennadij Sarafanov, Ansar Šarafutdinov, Vasilij Ščeglov, Aleksandr Skvorcov, Ėduard Stepanov, Valerij Vološin, Oleg Jakovlev, Vjačeslav Zudov
Questo gruppo era stato selezionato per partecipare in cinque diversi programmi Sojuz che l'Unione Sovietica stava svolgendo. Tra questi c'erano dei programmi militari (con o senza le stazioni Almaz/Saljut) e due programmi lunari, di cui solo uno aveva come obiettivo un atterraggio lunare. Alla fine, solo il programma orbital e il programma della Stazione sono andati avanti. A solo sei cosmonauti di questo gruppo è stata data la possibilità di volare: Glazkov, Kizim, Klimuk, Lazarev, Roždestvenskij, Sarafanov e Zudov.
Novembre – Gruppo 1 Astronauti MOL USAF ( Stati Uniti)
Michael Adams, Albert Crews, John Finley, Richard Lawyer, Lachlan Macleay, Francis Neubeck, James Taylor, Richard Truly
Questo gruppo era stato selezionato per addestrarsi al programma dell'Aeronautica statunitense Manned Orbiting Laboratory (MOL). Di questo gruppo solo Truly è stato trasferito al Corpo Astronauti della NASA dopo la cancellazione del programma MOL e successivamente ha volato sullo Space Shuttle. Nel 1989, Truly è diventato il primo astronauta ad essere scelto come Amministratore della NASA.
Gruppo 4 Piloti Astronauti North American X-15  ( Stati Uniti)
William Dana, William Knight

## 1966
4 aprile – Gruppo 5 Astronauti NASA – The Original Nineteen ( Stati Uniti)
Vance Brand, John Bull, Gerald Carr, Charles Duke, Joe Engle, Ron Evans, Ed Givens, Fred Haise, James Irwin, Don Lind, Jack Lousma, Ken Mattingly, Bruce McCandless, Edgar Mitchell, Bill Pogue, Stuart Roosa, Jack Swigert, Paul Weitz, Alfred Worden
Circa metà degli astronauti di questo Gruppo ha volato nel programma Apollo, mentre gli altri hanno volato sullo Skylab e lo Space Shuttle, inoltre Brand ha volato anche per il Apollo-Sojuz nel 1975. Engle è l’unico astronauta NASA ad aver ottenuto le ali di astronauta prima della selezione.
Due di questo gruppo non hanno mai volato nello spazio: Givens è rimasto ucciso in un incidente automobilistico nel 1967, mentre Bull è stato tolto dal Corpo astronauti dopo aver scoperto di avere una malattia polmonare. Engle, Lind e McCandless sono stati gli unici di questo gruppo a non aver volato nella navicella Apollo. Brand, Haise, Lousma, Mattingly e Weitz hanno volato sia nella navicella Apollo che nello Shuttle (sebbene Haise abbia volato solo nell'Approach and Landing Tests, e non nello spazio).
23 maggio – Gruppo cosmonauti OKB 1 – Gruppo Mishin ( Unione Sovietica)
Sergej Anochin, Vladimir Bugrov, Gennadij Dolgopolov, Georgij Grečko, Valerij Kubasov, Oleg Makarov, Vladislav Volkov, Aleksej Eliseev
30 giugno – Gruppo 2 Astronauti MOL USAF ( Stati Uniti)
Karol Bobko, Robert Crippen, Gordon Fullerton, Henry Hartsfield, Robert Overmyer
Questo gruppo era stato selezionato per addestrarsi nel programma dell'Aeronautica statunitense Manned Orbiting Laboratory (MOL). Son stati poi tutti trasferiti al Corpo astronauti della NASA dopo la cancellazione del programma MOL e tutti e cinque hanno volato a bordo dello Space Shuttle come comandanti.
20 luglio – Gruppo 5 Piloti Astronauti North American X-15  ( Stati Uniti)
Michael Adams
Settembre – Gruppo cosmonauti militari 1 ( Unione Sovietica)
Jurij Artjuchin, Boris Belousov, Aleksej Gubarev, Vladimir Guljaev, Gennadij Kolesnikov, Pavel Popovič
I cosmonauti si sarebbero dovuti addestrare per il programma Soyuz 7K-VI Zvezda, una Sojuz drasticamente modificata. Nel dicembre del 1967 il progetto è stato chiuso.
1966-73 – Gruppo cosmonauti militari 2 ( Unione Sovietica)
German Titov (1966-70), Anatolij Kuklin (1966-67), Vasilij Lazarev (1966-67), Anatolij Filipčenko (1966-67), Leonid Kizim (1969-73), Vladimir Kozel'skij (1969-71) Vladimir Ljachov (1969-73), Jurij Malyšev (1969-73), Alexander Petrushenko (1970-73), Anatolij Berezovoj (1972-73), Anatolij Dedkov (1972-73), Vladimir Džanibekov (Luglio–Dicembre 1972), Jurij Romanenko (1972), Lev Vorob'ëv (1973)
Cosmonauti addestrati per il progetto del sistema aerospaziale Spiral nel 1969, la quarta Divisione del primo Cosmonaut Training Center Management. Nel 1973 il dipartimento è stato chiuso a causa della fine del progetto.

## 1967
1 febbraio – Gruppo cosmonauti OKB 1 – Gruppo Mishin – Aggiuntivi ( Unione Sovietica)
Nikolaj Rukavišnikov, Vitalij Sevast'janov, Valerij Jazdovskij
Febbraio – Gruppi 1 e 2 cosmonauti Programma Lunare sovietico ( Unione Sovietica)
Gruppo 1: comandato da Vladimir Komarov (Gagarin, Nikolaev, Bykovskij, Chrunov; Ingegneri - Cosmonauti: Gorbatko, Grečko, Sevast'janov, Kubasov, Volkov).
Gruppo 2: comandato da Aleksej Leonov (Popovič, Beljaev, Volynov, Klimuk; Ingegneri - Cosmonauti: Makarov, Voronov, Rukavišnikov, Artjuchin)
7 maggio – Gruppo cosmonauti TsPK 4 ( Unione Sovietica)
Vladimir Alekseev, Valerij Beloborodov, Michail Burdaev, Sergeij Gajdukov, Vladimir Isakov, Uladzimir Kavalënak, Vladimir Kozel’skij, Vladimir Ljachov, Jurij Malyšev, Viktor Pisarev, Nikolaj Porvatkin, Michail Sologub
Solo Kavalënak, Ljachov e Malyšev hanno partecipato a delle missioni spaziali.
22 maggio – Gruppo Cosmonauti AN 1  ( Unione Sovietica)
Mars Fatkullin, Rudol'f Guljaev, Georgij Katys, Ordinard Kolomijcev, Valentin Eršov
Nessuno di questo gruppo ha mai volato.
30 giugno – Gruppo 3 Astronauti MOL USAF ( Stati Uniti)
James Abrahamson, Robert Herres, Robert Lawrence, Donald Peterson
Questo gruppo era stato selezionato per addestrarsi al programma dell'Aeronautica statunitense Manned Orbiting Laboratory (MOL). Lawrence è stato il primo afroamericano ad essere scelto come astronauta, ma è rimasto ucciso in un incidente aereo prima che il programma MOL venisse cancellato nel 1969. Se Lawrence non fosse morto,  sarebbe stato, se accettato dalla NASA, il primo candidato astronauta afroamericano, precedendo Guion Bluford, Ronald McNair e Frederick Gregory di nove anni.  Peterson è stato trasferito alla NASA nel 1969 dopo la cancellazione di MOL e avrebbe poi volato a bordo dello Space Shuttle. Nel 1987 Herres sarebbe diventato il primo Vice Chairman of the Joint Chiefs of Staff.
4 agosto – Gruppo 6 Astronauti NASA – XS-11 ( Stati Uniti)
Joseph P. Allen, Philip Chapman, Anthony England, Karl Henize, Donald Holmquest, William B. Lenoir, Anthony Llewellyn, Story Musgrave, Brian O'Leary, Robert A. Parker, William E. Thornton
I membri di questo secondo gruppo di astronauti-scienziati erano stati assegnati come membri dell’equipaggio di riserva per le ultime tre missioni Apollo o come membri dell’equipaggio di riserva Skylab. Con l'eccezione di Chapman, Holmquest, Llewellyn e O'Leary, che hanno lasciato la NASA prima della fine del programma Apollo, i restanti membri del gruppo hanno volato come Specialisti di missione durante il programma Shuttle. Con il volo STS-80 all'età di 61 anni, Musgrave aveva ricevuto il titolo di astronauta più anziano, superato poi da John Glenn nel suo secondo volo. England ha lasciato la NASA nel 1972, ma si è riunito al Corpo astronauti nel 1979.

## 1968
27 maggio – Gruppo cosmonauti TsKBEM 1( Unione Sovietica)
Vladimir Fartušnyj, Konstantin Feoktistov, Georgij Grečko, Valerij Kubasov, Oleg Makarov, Viktor Pacaev, Nikolaj Rukavišnikov, Vitalij Sevast'janov, Vladislav Volkov, Valerij Jazdovskij, Aleksej Eliseev
La maggior parte provenivano da altre selezioni e avevano già svolto l'addestramento, quindi solo Fartušnyj e Pacaev hanno dovuto seguire l'addestramento. Volkov e Pacaev erano due dei tre membri dell'equipaggio morti a bordo della Sojuz 11 a causa della depressurizzazione della navicella durante il rientro in atmosfera.

## 1969
14 agosto – Gruppo 7 Astronauti NASA ( Stati Uniti)
Karol Bobko, Robert Crippen, Gordon Fullerton, Henry Hartsfield, Robert Overmyer, Donald Peterson, Richard Truly
Di questo gruppo fanno parte tutti gli astronauti del Manned Orbiting Laboratory dell'Aeronautica statunitense che sono stati trasferiti alla NASA a causa della cancellazione del programma nel 1969. Hanno tutti volato nei primi voli dello Space Shuttle. Truly nel 1989 sarebbe diventato il primo astronauta NASA ad essere scelto come Amministratore della NASA, ricoprendo quel ruolo fino al 1992.

## 1970
15 marzo –  Gruppo Taikonauti Shuguang 1970 ( Cina)
Chai Hongliang, Dong Xiaohai, Du Jincheng, Fang Guojun, Hu Zhanzi, Li Shichang, Liu Chongfu, Liu Zhongyi, Lu Xiangxiao, Ma Zizhong, Meng Senlin, Shao Zhijian, Wang Fuhe, Wang Fuquan, Wang Quanbo, Wang Rongsen, Wang Zhiyue, Yu Guilin, Zhang Ruxiang
La Cina aveva selezionato 20 candidati tra i piloti dell'Esercito Popolare di Liberazione per prendere parte alle missioni a bordo della navicella Shuguang ma a causa della cancellazione del programma alla fine del 1971 nessun candidato è andato nello spazio.
27 aprile – Gruppo cosmonauti TsPK 5 ( Unione Sovietica)
Anatolij Berezovoj, Aleksandr Dedkov, Vladimir Džanibekov, Nikolaj Fefelov, Valerij Illarianov, Yurij Isaulov, Vladimir Kozlov, Leonid Popov, Jurij Romanenko

## 1972
22 marzo – Gruppo cosmonauti TsKBEM 2/IMBP 1/TsKBM 1 ( Unione Sovietica)
TsKBEM: Boris Andreev, Valentin Lebedev, Jurij Ponomarev
IMBP: Georgij Mačinski, Valerij Poljakov, Lev Smirennyj
TsKBM: Valerij Makrušin
Di questo gruppo solo Lebedev e Poljakov hanno volato nello spazio. Ancora oggi Poljakov detiene il record di permanenza continuativa nello spazio, avendo passato più di 14 mesi a bordo della Mir durante una singola missione tra gennaio 1994 e marzo 1995.

## 1973
27 marzo – Gruppo cosmonauti TsKBEM 3/TsKBM 2 ( Unione Sovietica)
TsKBEM: Vladimir Aksënov, Aleksandr Ivančenkov, Valerij Rjumin, Gennadij Strekalov
TsKBM: Dmitrij Jujukov
Strekalov era un membro dell'equipaggio della Sojuz T-10-1 quando sulla rampa di lancio poco prima del lancio è stato attivato il sistema di fuga d'emergenza.

## 1976
23 agosto – Gruppo cosmonauti TsPK 6 ( Unione Sovietica)
Leonid Ivanov, Leonid Kadenjuk, Nikolaj Moskalenko, Sergej Protčenko, Evgenij Salej, Anatolij Solov'ëv, Vladimir Titov, Vladimir Vasjutin, Aleksandr Volkov.
I membri di questo gruppo erano piloti collaudatori che avrebbero dovuto pilotare il Buran. Protčenko è stato rimosso dal gruppo per ragioni mediche, Ivanov è rimasto ucciso in un incidente a bordo di un MiG-27 durante un addestramento di collaudo e Kadenjuk è stato rimosso per problemi matrimoniali (ma ha accettato di tornare nel Corpo cosmonauti nel 1988). Vasjutin ha nascosto un problema medico ai dottori, che nel tempo è peggiorato e ha causato l'interruzione prematura di 4 mesi della missione Sojuz T-14/Saljut 7 EO-4. Questo fatto ha portato i medici ad eseguire controlli più accurati delle condizioni di salute dei cosmonauti e per questo a Moskalenko e Salej non è stato permesso di volare.
25 novembre – Gruppo cosmonauti Intercosmos 1976 ( Unione Sovietica)
Mirosław Hermaszewski ( Polonia), Zenon Jankowski ( Polonia), Sigmund Jähn ( Germania Est), Eberhard Köllner ( Germania Est), Oldřich Pelčák ( Cecoslovacchia), Vladimír Remek ( Cecoslovacchia)
Di questi hanno volato Hermaszewski, Jähn e Remek mentre gli altri erano le loro riserve.

## 1977
12 luglio – Gruppo cosmonauti LII 1 ( Unione Sovietica)
Oleg G. Kononenko, Anatolij Levčenko, Nikolaj Sadovnikov, Rimantas Stankevičius, Aleksander Ščukin, Igor' Volk
Ufficialmente, il Corpo Cosmonauti di LII ha smesso di esistere nel 2002, dopo aver attraversato un lungo periodo di inattività dalla cancellazione del programma Buran nel 1993. Di tutti i cosmonauti selezionati solo due hanno volato nello spazio: Igor' Volk e Anatolij Levčenko. Kononenko, Ščukin e Stankevičius sono rimasti uccisi in tre differenti incidenti aerei.

## 1978
16 gennaio – Gruppo 8 Astronauti NASA – TFNG Thirty-Five New Guys ( Stati Uniti)
Piloti: Daniel Brandenstein, Michael Coats, Richard Covey, John Creighton, Robert Gibson, Frederick Gregory, Frederick Hauck, Jon McBride, Dick Scobee, Brewster Shaw, Loren Shriver, David Walker, Donald Williams
Specialisti di missione: Guion Bluford, James Buchli, John Fabian, Anna Fisher, Dale Gardner, David Griggs, Terry Hart, Steven Hawley, Jeffrey Hoffman, Shannon Lucid, Ronald McNair, Mike Mullane, Steven Nagel, George Nelson, Ellison Onizuka, Judith Resnik, Sally Ride, Margaret Seddon, Robert Stewart, Kathryn Sullivan, Norman Thagard, James van Hoften.
A causa dei ritardi dell'ultima missione Apollo e del primo volo dello Shuttle nel 1981, pochi astronauti dei vecchi gruppi sono rimasti alla NASA — sebbene qualcuno l’abbia fatto, come John Young. Perciò nel 1978, un nuovo gruppo di 35 astronauti è stato selezionato dopo 9 anni dal precedente, gruppo che includeva anche le prime astronaute donne e i primi astronauti afroamericani a volare,  Bluford e Gregory (il primo astronauta nero era stato Robert Lawrence), mentre il primo astronauta asiamericano Onizuka. Stewart è stato il primo astronauta dell'Esercito statunitense ad essere selezionato (quasi 19 anni dopo i primi Mercury Seven). Da allora un nuovo gruppo di astronauti è stato selezionato circa ogni due anni.
Da quel momento fino al 2009 sono stati selezionati due tipi di astronauti: piloti e specialisti di missione. In più, il Programma Space Shuttle aveva gli specialisti del carico utile che venivano selezionati per una singola missione e non facevano parte del Corpo Astronauti NASA (la maggior parte erano scienziati, un paio erano politici, e molti erano astronauti internazionali).
Del primo gruppo post-Apollo, Ride sarebbe poi diventata la prima donna americana ad andare nello spazio (STS-7). Più avanti, avrebbe anche volato con Sullivan su un volo Shuttle in cui Sullivan sarebbe diventata la prima donna americana a svolgere un’attività extraveicolare. Thagard, che ha volato con Ride nell’STS-7, sarebbe diventato il primo americano ad essere lanciato con un lanciatore russo (Sojuz TM-21) verso la stazione Mir, mentre Lucid avrebbe trascorso sei mesi sulla Mir, rompendo tutti i record di tempo trascorso nello spazio da un americano (sia quello di Skylab 4 che quello di Thagard), finché Sunita Williams, che è stata selezionata 20 anni dopo, non ha rotto il suo record.
Di questo gruppo, Scobee, Resnik, Onizuka e McNair sarebbero morti nell'incidente Challenger. Anna Fisher ha continuato a lavorare alla NASA fino al suo ritiro nel 2017, mentre Gibson e Seddon sarebbero diventati i primi astronauti attivi a sposarsi (entrambi si sono ritirati ormai). Il record di Lucid era in corso dal 1978 fino al suo ritiro nel 2012, quando è terminato il programma Shuttle. Ride anni dopo ha fatto parte sia della Rogers Commission che della Columbia Accident Investigation Board.
1 marzo – Gruppo 2 cosmonauti Intercosmos 1978( Unione Sovietica)
Aleksandăr Aleksandrov ( Bulgaria), Dumitru Dediu ( Romania), José López Falcón ( Cuba), Bertalan Farkas ( Ungheria), Maidarjavyn Ganzorig ( Mongolia), Žùgdėrdėmidijn Gùrragčaa ( Mongolia), Georgi Ivanov ( Bulgaria), Bela Magyari ( Ungheria), Arnaldo Méndez ( Cuba), Dumitru Prunariu ( Romania)
18 maggio – Gruppo 1 Astronauti ESA ( Europa)
Ulf Merbold ( Germania Est), Claude Nicollier ( Svizzera), Wubbo Ockels ( Paesi Bassi)
L'ESA li aveva selezionati come Specialisti del carico utile (PSP) Spacelab. Merbold e Ockels sono stati infatti dei PSP mentre Nicollier ha svolto l'addestramento e poi volato come Specialista di missione.
18 maggio – Gruppo Astronauti Spacelab 1 ( Stati Uniti)
Michael Lampton, Byron Lichtenberg
Lichtenberg ha volato per la missione STS-9. Nel 1984 sono stati selezionati per la missione Spacelab EOM (STS-61K), poi cancellata a seguito dell'incidente dello Challenger. Nel 1989 sono stati nuovamente selezionati per la missione ATLAS (STS-45) in cui ha preso parte Lichtenberg.
9 agosto – Gruppo Astronauti Spacelab 2 ( Stati Uniti)
Loren Acton, John-David Bartoe, Dianne Prinz, George Simon
1 dicembre – Gruppo cosmonauti TsPK 7/NPOE 4/TsKBM 3/IMBP 2 ( Unione Sovietica)
TsPK: Nikolaj Grekov, Aleksandr Viktorenko
NPOE: Aleksandr Aleksandrov, Aleksandr Balandin, Aleksandr Laverjkin, Musa Manarov, Viktor Savinych, Aleksandr Serebrov, Vladimir Solovëv
TsKBM: Vladimir Gevorkjan, Aleksej Grečanik, Vladimir Chatulëv, Valerij Romanov
IMBP: German Arzamazov, Aleksandr Borodin, Michail Potapov
Nessun cosmonauta dei gruppi TsKBM e IMBP ha volato mentre quelli del gruppo NPOE hanno volato tutti.

## 1979
Febbraio – Gruppo cosmonauti GKNII 1 ( Unione Sovietica)
Ivan Bačurin, Aleksej Borodaj, Viktor Čirkin, Vladimir Mosolov, Nail' Sattarov, Anatolij Sokovych
Di questo gruppo nessuno ha mai volato nello spazio.
1 aprile – Gruppo cosmonauti Intercosmos 1979 ( Vietnam)
Phạm Tuân, Thanh Liem Bui
Agosto – Gruppo 1 Astronauti MSE USAF ( Stati Uniti)
Frank Casserino, Jeffrey Detroye, Michael Hamel, Terry Higbee, Daryl Joseph, Malcolm Lydon, Gary Payton, Jerry Rij, Paul Sefchek, Eric Sundberg, David Vidrine, John Watterson, Keith Wright
Manned Spaceflight Engineer Program. Di questo gruppo solo Payton ha mai volato nello spazio, è stato Specialista del carico utile a bordo di una missione Shuttle del Dipartimento della difesa americana (DoD).

## 1980
29 maggio – Gruppo 9 Astronauti NASA – 19+80 ( Stati Uniti)
Piloti: John Blaha, Charles Bolden, Roy Bridges, Guy Gardner, Ronald Grabe, Bryan O'Connor, Richard Richards, Michael Smith
Specialisti di missione: James Bagian, Franklin Chang-Diaz, Mary Cleave, Bonnie Dunbar, William Fisher, David Hilmers, David Leestma, John Lounge, Jerry Ross, Sherwood Spring, Robert Springer
Specialisti di missione internazionali: Claude Nicollier, Wubbo Ockels
Di questo gruppo, Chang-Diaz sarebbe diventato il primo latinos nello spazio, Smith sarebbe morto nell'incidente del Challenger, e Blaha avrebbe volato a bordo della Mir. Sia Ross che Chang-Diaz hanno ancora attivo il record di voli spaziali in cui hanno volato, cioè sette. Bolden nel 2009 è stato il secondo astronauta NASA e il primo afroamericano a ricoprire la posizione di Amministratore della NASA a lungo termine (sebbene Frederick Gregory, che è stato sia un astronauta afroamericano che un ex comandante Shuttle, abbia ricoperto il ruolo momentaneamente tra le dimissioni di Sean O'Keefe e l’assunzione di Michael Griffin nel 2005).
12 giugno – Gruppo 1 Astronauti CNES ( Francia)
Patrick Baudry, Jean-Loup Chrétien
Baudry e Chrétien sarebbero stati i primi francesi ad andare nello spazio. Chrétien ha volato con i sovietici a bordo di Saljut 7 nel 1982, e Baudry sullo Space Shuttle per la missione STS-51-G nel 1985. Chrétien avrebbe successivamente volato sulla Mir e sarebbe diventato uno Specialista di missione negli anni '90.
30 luglio – Gruppo cosmonauti MAP/IMBP 3/NPOE 5/AN 2 ( Unione Sovietica)
MAP: Svetlana Savickaja
IBMP: Galina Amel'kina, Elena Dobrokvašina, Larisa Požarskaja, Tamara Zacharova
NPOE: Ekaterina Ivanova, Natalija Kulešova, Irina Pronina
AN: Irina Latyševa
Questo gruppo era stato selezionato principalmente per una missione Sojuz tutta femminile ma che è stata successivamente cancellata. Di loro solo Savickaja ha volato nello spazio.

## 1982
Settembre – Gruppo 2 Astronauti MSE USAF( Stati Uniti)
James BArmor, Michael Booen, Livingston Holder, Larry James, Charles Jones, Maureen LaComb, Michael Mantz, Randy Odle, William Pailes, Craig Puz, Katherine Roberts, Jess Sponable, David Thompson, Glenn Yeakel
Manned Spaceflight Engineer Program. Di questo gruppo, solo Pailes ha volato nello spazio, in una missione dedicata al DoD come Specialista del carico utile. Jones è rimasto ucciso l'11 settembre 2001 mentre era a bordo del Volo American Airlines 11 durante l'attacco terroristico.
20 settembre –  Gruppo cosmonauti India 1982 ( India)
Ravish Malhotra, Rakesh Sharma
19 dicembre – Gruppo 1 Astronauti DLR ( Germania Ovest)
Reinhard Furrer, Ernst Messerschmid
Entrambi hanno partecipato alla missione STS-61A come Specialisti dello Spacelab D1 nel 1985.

## 1983
29 marzo – Gruppo cosmonauti AMN/LII 2 ( Unione Sovietica)
AMN: Oleg At'kov
LII: Ural Sultanov, Magomed Tolboev
I cosmonauti del Gruppo LII erano stati selezionati per volare a bordo del Buran ma il programma è stato cancellato nel 1992. At'kov ha volato come Cosmonauta di ricerca in una missione di lunga durata a bordo della Saljut 7.
5 giugno – Gruppo Astronauti Spacelab 3 ( Stati Uniti)
Mary Johnston, Eugene Trinh, Lodewijk van den Berg, Taylor Wang
1 luglio – Gruppo Astronauti McDonnell Douglas ( Stati Uniti)
Charles Walker
5 dicembre – Gruppo Astronauti NRC ( Canada)
Roberta Bondar, Marc Garneau, Steven MacLean, Ken Money, Robert Thirsk, Bjarni Tryggvason
Il primo gruppo di astronauti canadesi era stato selezionato dal National Research Council of Canada e poi trasferito all'Agenzia spaziale canadese (CSA) quando è stata creata nel 1989. Tutti gli astronauti hanno volato nello Space Shuttle, tranne Money che non ha mai volato e ha lasciato la CSA nel 1992.

## 1984
9 gennaio – Gruppo Astronauti Spacelab 4 ( Stati Uniti)
Andrew Gaffney, Millie Hughes-Fulford, Robert Phillips, Bill Williams
Gaffney e Philips erano stati assegnati ad una missione (STS-71E) ma a seguito dell'incidente dello Space Shuttle Challenger nel 1986 è stata annullata. Nel 1989 tutti tranne Williams (motivi medici) sono stati selezionati come Specialisti del carico utile SLS-1. Nella missione STS-40 hanno volato Gaffney e Hughes-Fulford mentre Philips era la riserva.
15 febbraio – Gruppo cosmonauti NPOE 6/LII 3 ( Unione Sovietica)
NPOE: Aleksandr Kaleri, Sergej Emel'janov
LII: Victor Zabolotskij
Zabolotskij come parte del programma LII avrebbe dovuto pilotare il Buran ma questo è stato cancellato nel 1992. Emel'janov si è ritirato per motivi medici mentre Kaleri durante la sua carriera di cosmonauta ha svolto 5 missioni tra la Mir e la ISS, accumulando 769 giorni nello spazio. Tutt'oggi (2018) è la quarta persona per tempo trascorso nello spazio, dopo Padalka, Malenčenko e Krikalëv.
25 febbraio/luglio – Gruppo Astronauti Regno Unito ( Regno Unito)
Febbraio: Anthony Boyle, Christopher Holmes, Peter Longhurst, Nigel Wood
Luglio: Richard Farrimond
Avrebbero dovuto volare come Specialisti del carico utile ma la missione è stata annullata a seguito dell'incidente dello Space Shuttle Challenger nel 1986.
4 maggio – Gruppo 1 Astronauti EOM ( Stati Uniti)
Michael Lampton, Byron Lichtenberg
23 maggio – Gruppo 10 Astronauti NASA – The Maggots ( Stati Uniti)
Piloti: Kenneth Cameron, John Casper, Frank Culbertson, Sidney Gutierrez, Blaine Hammond, Michael McCulley, Jim Wetherbee
Specialisti di missione: James Adamson, Ellen Baker, Mark Brown, Sonny Carter, Marsha Ivins, Mark Lee, David Low, William Shepherd, Kathryn Thornton, Charles Veach.
Di questo gruppo, Shepherd sarebbe diventato il comandante della prima missione di lunga durata della ISS (Expedition 1). Wetherbee sarebbe diventato l'unica persona a comandare cinque missioni spaziali. Carter è morto nel 1991 in un incidente aereo mentre era in servizio per la NASA.
13 giugno – Gruppo Astronauti USN Civil Observer ( Stati Uniti)
Paul Scully-Power, Robert Stevenson
Per la missione STS-41-G era stato assegnato Stevenson ma all'ultimo ha dovuto cedere il posto a Scully-Power. Stevenson era stato successivamente assegnato alla missione STS-61K, poi cancellata a seguito dell'incidente di Challenger.
20 giugno – Gruppo Astronauti ASTRO-1 ( Stati Uniti)
Samuel Durrance, Kenneth Nordsieck, Ronald Parise
Durrance e Parise erano stati assegnati per la missione STS-61E ma è stata cancellata a seguito dell'incidente di Challenger. Nel 1993 erano stati selezionati nel Gruppo ASTRO 2 e hanno volato per le missioni STS-35 e STS-67. Nordsieck era la loro riserva per l'STS-35.
5 luglio – Gruppo Astronauti Hughes ( Stati Uniti)
William Butterworth, Stephen Cunningham, Gregory Jarvis, John Konrad
Javis è morto durante l'incidente dello Challenger (STS-51-L) e tutte le altre missioni sono state cancellate.
9 novembre – Gruppo Astronauti Congresso ( Stati Uniti)
Jake Garn, Bill Nelson
Garn è volato nella missione STS-51-D e Nelson nella missione STS-61-C.
Settembre – Gruppo Astronauti ISRO Insat ( India)
Nagapathi Bhat, Paramaswaren Nair
I membri del Gruppo avrebbero dovuto volare a bordo dello Space Shuttle ma non hanno potuto a causa dell'incidente del Challenger nel 1986. Bhat era stato assegnato alla missione STS-61-I, poi cancellata.
Novembre – Gruppo 1 Astronauti ASI ( Italia)
Cristiano Batalli-Cosmovici, Andrea Lorenzoni, Franco Rossitto

## 1985
Marzo – Gruppo Astronauti McDonnell Douglas ( Stati Uniti)
Robert Wood
Wood era stato assegnato come riserva della missione STS-61B e come membro della STS-61M poi cancellata per il incidente del Challenger nel 1986.
Aprile – Gruppo Astronauti Arabia Saudita ( Arabia Saudita)
Abdulmohsen Al-Bassam, Sultan bin Salman Al Sa'ud
Erano stati selezionati come Specialisti del carico utile per la missione STS-51-G, in cui ha preso parte Al-Saud.
8 aprile – Gruppo Astronauti RCA ( Stati Uniti)
Robert Cenker, Gerard Magilton
Cenker ha partecipato alla missione STS-61-C ma le missioni successive sono state cancellate a seguito dell'incidente del Challenger nel 1986.
Giugno – Gruppo Astronauti Messico ( Messico)
Rodolfo Neri Vela, Ricardo Peralta y Fabi
Neri Vela ha volato sulla missione Shuttle STS-61-B, nel novembre del 1985 come Specialista del carico utile, mentre Peralta y Fabi era la sua riserva.
4 giugno – Gruppo 11 Astronauti NASA ( Stati Uniti)
Piloti: Michael Baker, Robert Cabana, Brian Duffy, Terence Henricks, Stephen Oswald, Stephen Thorne
Specialisti di missione: Jerome Apt, Charles Gemar, Linda Godwin, Richard Hieb, Tamara Jernigan, Carl Meade, Pierre Thuot
19 luglio – Programma Educatori nello spazio NASA ( Stati Uniti)
Christa McAuliffe, Barbara Morgan
McAuliffe e Morgan erano state selezionato come, rispettivamente, Specialista del carico utile principale e Specialista del carico utile di riserva per la missione STS-51-L nel 1985. McAuliffe è rimasta uccisa nel'incidente dello Challenger, 73 secondi dopo il lancio. Morgan si è unita al Corpo Astronauti NASA nel 1998. Ha volato nella missione STS-118 nel 2007, 21 anni dopo l’incidente.
7 agosto – Gruppo 1 Astronauti NASDA ( Giappone)
Takao Doi, Mamoru Mohri, Chiaki Mukai
Tra il 1990 e il 1992 si sono addestrati come Specialisti del carico utile a bordo dello Space Shuttle, la missione è stata assegnata a Mohri. Tutti e tre hanno svolto due missioni a testa sullo Space Shuttle.
Settembre –  Gruppo 3 Astronauti MSE USAF ( Stati Uniti)
Joseph Caretto, Robert Crombie, Frank DeArmond, David Staib, Teresa Stevens
Nessuno di loro ha volato nello spazio. Si sono ritirati tutti a luglio 1988.
2 settembre – Gruppo cosmonauti NPOE 7/GKNII 2/LII 4/IMBP 4 ( Unione Sovietica)
NPOE: Sergej Krikalëv, Andrej Zajcev
GKNII: Viktor Afanas'evV, Anatolij Arcebarskij, Gennadij Manakov
LII: Sergej Tresvjatskij, Jurij Šeffer
IMBP: Jurij Stepanov
I cosmonauti selezionati nei Gruppi LII 4 e IMBP 4 non hanno mai volato. Quelli appartenenti al Gruppo GKNII 2 sono stati selezionati nel Gruppo TsPK 9 nel 1988. Krikalëv nella sua carriera di cosmonauta ha svolto 6 missioni a bordo di due navicelle (Sojuz e Shuttle) e di due Stazioni Spaziali (Mir e ISS) accumulando 803 giorni nello spazio (la terza persona con più tempo nello spazio).
18 settembre – Gruppo 2 Astronauti CNES ( Francia)
Claudie Haigneré, Jean-François Clervoy, Jean-Jacques Favier, Jean-Pierre Haigneré, Frédéric Patat, Michel Tognini, Michel Viso
Tra il 1998 e il 1999 Claudie Haigneré, Clervoy, Jean-Pierre Haigneré e Tognini si sono trasferiti nel Corpo Astronauti Europei.
Claudie Haigneré ha volato a bordo della Sojuz, Clervoy sullo Shuttle come Specialista di missione, Favier come Specialista carico utile, Jean-Pierre Haigneré ha partecipato a una missione di lunga durata sulla Mir, Tognini ha volato sulla Sojuz e sullo Shuttle mentre Patat e Viso non hanno mai volato.
30 settembre – Gruppo Cosmonauti Siria 1985 ( Siria)
Muhammad Ahmed Faris, Munir Habib Habib
30 ottobre – Gruppo Astronauti Palapa ( Indonesia)
Taufik Akbar, Pratiwi Sudarmono
A causa dell'incidente dello Shuttle Challenger, nessuno dei membri del gruppo ha mai volato nello spazio. Sudarmono era stato assegnato alla missione STS-61-H successivamente cancellata, con Akbar come sua riserva.
Novembre – Gruppo Astronauti AmSat ( Stati Uniti)
Otto Hoernig
Dopo l'incidente del Challenger non è stato assegnato a nessuna missione.
Novembre – Gruppo 1 Astronauti WOSE ( Stati Uniti)
Grant Aufderhaar, Fred Lewis, Ronald Townsend
Lewis era stato assegnato alla missione STS-61M, poi cancellata per l'incidente del Challenger.
27 dicembre – Gruppo Astronauti ATLAS 1 ( Europa)
Dirk Frimout ( Belgio)
Non è avvenuta una regolare selezione dell'ESA, Frimout era stato assegnato alla missione dal Investigators Working Group (I.W.G.) a seguito dell'incidente Challenger per addestrarsi a Huntsville come Specialista del carico utile ATLAS (STS-45).
27 dicembre – Gruppo Astronauti EOM ( Stati Uniti)
Charles Chappell
Chappell era stato selezionato come riserva per la missione Spacelab EOM (STS-61K) ma è stata cancellata a seguito dell'incidente dello Challenger. Nel 1989 è stato nuovamente selezionato per la missione ATLAS (STS-45) in cui ha preso parte Byron Lichtenberg.

## 1986
6 luglio – Gruppo cosmonauti AN 3 ( Unione Sovietica)
Georgij Grečko

## 1987
8 gennaio – Gruppo Cosmonauti Shipka ( Bulgaria)
Aleksandăr Aleksandrov, Krasimir Stoyanov
26 marzo – Gruppo cosmonauti TsPK 8/NPOE 8  ( Unione Sovietica)
TsPK: Valerij Korzun, Vladimir Dežurov, Jurij Gidzenko, Jurij Malenčenko, Vasilij Cibliev
NPOE: Sergej Avdeev
I cosmonauti di questo gruppo hanno volato ognuno almeno due volte e accumulato almeno 244 giorni nello spazio. Ad esempio, Malenčenko ha accumulato 827 giorni in 7 missioni mentre Avdeev 747 giorni in 3 missioni.
5 giugno – Gruppo 12 Astronauti NASA – The GAFFers ( Stati Uniti)
Piloti: Andrew Allen, Ken Bowersox, Curtis Brown, Kevin Chilton, Donald McMonagle, William Readdy, Kenneth Reightler
Specialisti di missione: Thomas Akers, Jan Davis, Michael Foale, Gregory Harbaugh, Mae Jemison, Bruce Melnick, Mario Runco, James Voss
Di questo gruppo, Jemison sarebbe diventata la prima donna afroamericana ad andare nello spazio, mentre Foale avrebbe fatto parte di due missioni di lunga durata, una a bordo della Mir e una sulla ISS.
Al momento dell'incidente dello Shuttle Columbia nel 2003, Readdy era Associate Administrator for Space Flight e Bowersox era comandante dell'Expedition 6 sulla ISS. Chilton, dopo aver lasciato la NASA, è diventato il primo astronauta NASA a diventare un Generale (4 stelle) dell'Aeronautica (Thomas Stafford e Richard Truly erano ufficiali a 3 stelle) e ha mantenuto la posizione di comandante al U.S Strategic Command.
Luglio – Gruppo Astronauti StarLab ( Stati Uniti)
Kenneth Bechis, Dennis Boesen
Erano stati assegnati a una missione ma poi è stata cancellata. Nessuno dei due ha mai volato nello spazio.
3 agosto – Gruppo 2 Astronauti DLR ( Germania Ovest)
Renate Brümmer, Hans Schlegel, Gerhard Thiele, Heike Walpot, Ulrich Walter
Si sono addestrati come Specialisti del carico utile Spacelab D2 (STS-55). Schlegel e Walter sono stati assegnati alla missione. Schlegel e Thiele hanno continuato ad addestrarsi alla NASA e hanno volato rispettivamente per le missioni STS-122 e STS-99.

## 1988
9 gennaio – Gruppo cosmonauti TsPK 9 ( Unione Sovietica)
Viktor Afanas'ev, Anatolij Arcebarskij, Gennadij Manakov
I cosmonauti di questo gruppo provenivano tutti dalla selezione precedente GKNII 2 del 1985. Inoltre, tutti hanno partecipato almeno ad una missione di lunga durata sulla Mir come Comandanti della stazione.
12 febbraio – Gruppo Cosmonauti Afganistan 1988 ( Afghanistan)
Mohammad Masum, Abdul Ahad Momand
Febbraio – Gruppo 2 Astronauti WOSE ( Stati Uniti)
Lloyd Anderson, Carol Belt
Settembre – Gruppo Astronauti Terra Scout ( Stati Uniti)
Michael Belt, John Hawker, Thomas Hennen
Sono stati selezionati come Specialisti del carico utile per la missione del Dipartimento della Difesa (DoD) STS-44. La missione è stata assegnata a Hennen con Belt come sua riserva.
25 ottobre – Gruppo cosmonauti GKNII 1 - Aggiuntivi ( Unione Sovietica)
Leonid Kadenjuk
Kadenjuk ha volato nel 1998 a bordo di una missione Shuttle (STS-87) grazie ad un'ulteriore selezione nel 1996 dell'Ucraina come Specialista del carico utile alla NASA.

## 1989
11 gennaio – Gruppo Astronauti IML 1 ( Stati Uniti)
Roger Crouch
La IML 1 (STS-42) era una missione Shuttle internazionale. Tre degli altri candidati oltre a Crouch provenivano dall'ESA (Merbold) e del CSA (Bondar e Money). Alla missione hanno partecipato Merbold e Bondar mentre gli altri erano le riserve. Crouch è stato selezionato nel 1996 e ha poi volato due volte nel 1997 come Specialista del carico utile MSL 1.
25 gennaio – Gruppo cosmonauti TsPK 10/NPOE 9/IMBP 5/GKNII 3/LII 5 ( Unione Sovietica)
TsPK: Sergej Kričevskij, Gennadij Padalka, Jurij Onufrienko
NPOE: Nikolaj Budarin, Elena Kondakova, Aleksandr Poleščuk, Jurij Usačëv
IMBP: Vladimir Karaštin, Vasilij Luk’janjuk, Boris Morukov
GNKII: Anatolij Polonskij, Valerij Tokarev, Aleksandr Jabloncev
LII: Jurij Prikod’ko
Padalka e Onufrienko hanno volato sia sulla Mir che sulla ISS per missioni di lunga durata. Padalka detiene il record di permanenza in orbita con i suoi 878 giorni nello spazio. I cosmonauti del Gruppo NPOE hanno tutti volato in almeno una missione di lunga durata sulla Mir. I Gruppi GNKII e LII avevano come scopo le missioni sulla navicella Buran che non sono mai avvenute. Neanche i membri del gruppo IMBP hanno mai volato, tranne Morukov che ha partecipato a una missione Shuttle verso la ISS nel 2000. Tokarev è stato trasferito al Gruppo TsPK-12 nel 1997 e ha potuto volare in due missioni (Shuttle e lunga durata sulla ISS).
24 febbraio – Gruppo Astronauti SLS 1 ( Stati Uniti)
Andrew Gaffney, Millie Hughes-Fulford, Robert Phillips
Erano stati selezionati per la missione Spacelab 4 (STS-71E) ma a seguito dell'incidente dello Space Shuttle Challenger è stata annullata. Gli astronauti di questo gruppo erano stati selezionati come Specialisti del carico utile SLS-1. Nella missione STS-40 hanno volato Gaffney e Hughes-Fulford mentre Philips era la riserva.
23 maggio – Gruppo 2 Astronauti ASI ( Italia)
Franco Malerba, Franco Rossitto, Umberto Guidoni, Cristiano Cosmovici
17 agosto – Gruppo Cosmonauti TBS ( Giappone)
Toyohiro Akiyama, Ryoko Kikuchi
29 settembre – Gruppo Astronauti ATLAS ( Stati Uniti)
Charles Chappell, Michael Lampton, Byron Lichtenberg
Erano stati selezionati per la missione Spacelab EOM (STS-61K) ma era stata cancellata a seguito dell'incidente dello Challenger. Nel 1989 sono stati nuovamente selezionati per la missione ATLAS (STS-45) in cui ha preso parte Lichtenberg.
4 ottobre – Gruppo Astronauti Spacelab-J ( Stati Uniti)
Stanley Koszelak
Koszelak era uno dei quattro candidati selezionati per la missione Spacelab-J. Gli altri erano l'astronauta NASA Jemison del Gruppo 12 e gli astronauti di NASDA Mohri e Mukai. Alla fine alla missione (STS-47) hanno partecipato Mohri e Jemison.
6 ottobre – Gruppo Cosmonauti Austria ( Austria)
Franz Viehböck, Clemens Lothaller
4 novembre – Gruppo Cosmonauti AN 4 ( Unione Sovietica)
Valentin Lebedev
Precedentemente faceva parte del Gruppo di selezione TsKBEM 2 del 1972. Ha volato in due missioni, la prima di pochi giorni a bordo della Sojuz 7K-T/AF e l'altra di lunga durata sulla Saljut 7.
25 novembre – Gruppo Cosmonauti Progetto Juno ( Regno Unito)
Helen Sharman ( Regno Unito), Timothy Mace ( Regno Unito)
Sharman è diventata la prima persona nata nel Regno Unito ad andare nello spazio, a bordo della Sojuz TM-12 nel maggio del 1991.

## 1990
17 gennaio – Gruppo 13 Astronauti NASA – The Hairballs ( Stati Uniti)
Piloti: Kenneth Cockrell, Eileen Collins, William Gregory, James Halsell, Charles Precourt, Richard Searfoss, Terrence Wilcutt
Specialisti di missione: Daniel Bursch, Leroy Chiao, Michael Clifford, Bernard Harris, Susan Helms, Thomas Jones, William McArthur, James Newman, Ellen Ochoa, Ronald Sega, Nancy Currie, Donald Thomas, Janice Voss, Carl Walz, Peter Wisoff, David Wolf
Collins è stata il primo pilota e il primo comandante Shuttle donna, oltre a essere stata comandante della seconda missione Ritorno al volo nel 2005.
Febbraio – Gruppo 3 Astronauti CNES ( Francia)
Léopold Eyharts, Jean-Marc Gasparini, Philippe Perrin, Benoit Silve
Gruppo selezionato in vista della missione Antares, poi svolta da Tognini. Questo è stato l'ultimo gruppo di astronauti scelti dal CNES. Nel 1999, tutti gli astronauti CNES ancora attivi son stati trasferiti al Corpo Astronauti dell'ESA, all'epoca Gasparini e Silve si erano già ritirati.
11 maggio – Gruppo cosmonauti TsPK 11/MGA/GKNII 4/MAP/KKSZh ( Unione Sovietica)
TsPK: Saližan Šaripov, Sergej Vozovikov, Sergej Zalëtin
MGA: Talğat Musabaev
GKNNI: Valerij Maksimenko, Aleksandr Pučkov, Nikolaj Pušenko
MAP: Vladimir Severin
KKSZh: Aleksandr Andrjuškov, Valerij Baberdin, Jurij Krikun, Pavel Muchortov, Svetlana Omel'enko, Valerij Šarov
Nessuno dei gruppi KKSZh e MAP ha mai volato pur avendo completato l'addestramento. Anche i cosmonauti del gruppo GKNNI 4 non hanno mai volato, essendo il programma Buran cancellato nel 1992. Šaripov ha volato a bordo dello Shuttle e ha svolto una missione di lunga durata sulla ISS. Musabaev è stato selezionato nel 1991 tra i cosmonauti kazaki, svolgendo tre missioni di cui due di lunga durata sulla Mir. Zalëtin ha comandato una missione sulla Mir prima di ritirarsi nel 2004. Nel 2011 è tornato nel Corpo Cosmonauti ma nel 2014 ha dovuto ritirarsi nuovamente per motivi medici. Vozovikov è morto affogato nel 1993 durante un'esercitazione di sopravvivenza nel Mar Nero.
8 ottobre – Gruppo 3 Cosmonauti DLR ( Germania Ovest)
Reinhold Ewald, Klaus-Dietrich Flade
Erano stati selezionati per una missione breve sulla Mir, assegnata a Flade con Ewald come riserva. Mentre Flade si è ritirato dopo la missione, Ewald è restato al DLR e nel 1997 è partito per la sua prima e unica missione. Nel 1999 Ewald si è trasferito al Corpo Astronauti dell'ESA.

## 1991
21 gennaio – Gruppo cosmonauti Kazakistan ( Kazakistan)
Talğat Musabaev, Toqtar Äwbäkirov
Äwbäkirov è stato selezionato per prendere parte a una missione sulla Mir nel 1991. Musabaev ha successivamente svolto tre missioni di cui due di lunga durata sulla Mir. Nel 1990 era stato selezionato nel Gruppo Cosmonauti MGA.

## 1992
3 marzo – Gruppo cosmonauti NPOE 10 ( Russia)
Aleksandr Lazutkin, Sergej Treščëv, Pavel Vinogradov
31 marzo – Gruppo 14 Astronauti NASA – The Hogs ( Stati Uniti)
Piloti: Scott Horowitz, Brent Jett, Kevin Kregel, Kent Rominger
Specialisti di missione: Daniel Barry, Charles Brady, Catherine Coleman, Michael Gernhardt, John Grunsfeld, Wendy Lawrence, Jerry Linenger, Richard Linnehan, Michael López-Alegría, Scott Parazynski, Winston Scott, Steven Smith, Joseph Tanner, Andrew Thomas, Mary Weber
Specialisti di missione internazionali: Marc Garneau ( Canada), Chris Hadfield ( Canada), Maurizio Cheli ( Italia), Jean-François Clervoy ( Francia), Koichi Wakata ( Giappone)
A partire da questo gruppo, gli astronauti non americani si sono addestrati con i loro colleghi della NASA per diventare Specialisti di missione a pieno titolo e quindi assegnabili a qualunque missione Shuttle.
28 aprile – Gruppo 2 Astronauti NASDA 1992 ( Giappone)
Koichi Wakata
Era stato selezionato per addestrarsi come Specialista di missione sullo Space Shuttle. Ha preso parte a due missione sullo Shuttle e due di lunga durata sulla ISS, di cui una come comandante della Stazione. È stato il primo giapponese a comandare una navicella/Stazione spaziale.
15 maggio – Gruppo 2 Astronauti ESA 1992 ( Europa)
Maurizio Cheli ( Italia), Jean-François Clervoy ( Francia), Pedro Duque ( Spagna), Christer Fuglesang ( Svezia), Marianne Merchez ( Belgio), Thomas Reiter ( Germania)
Merchez si è ritirata prima di completare l'addestramento.
9 giugno – Gruppo 2 Astronauti CSA ( Canada)
Dafydd Williams, Julie Payette, Chris Hadfield, Michael McKay
Tutti gli astronauti di questo gruppo hanno volato su uno Space Shuttle, ad eccezione di McKay, che è stato impossibilitato a volare per motivi medici.

## 1993
7 settembre – Gruppo Cosmonauti RAN 5 ( Russia)
Anatolij Arcebarskij
Arcebarskij ha partecipato ad un'unica missione di lunga durata sulla Mir come comandante della Stazione. Prima di questa selezione era stato selezionato nei Gruppi GKNII 2 e TsPK 9.

## 1994
1 aprile – Gruppo cosmonauti NPOE 11 ( Russia)
Nadezhda Kužel'naja, Michail Tjurin
Kužel'naja non ha mai volato nonostante fosse stata assegnata nell'equipaggio di riserva della Sojuz TM-33. Tjurin invece ha svolto tre missioni spaziali, tutte di lunga durata sulla ISS.
12 dicembre – Gruppo 15 Astronauti NASA – The Flying Escargot ( Stati Uniti)
Piloti: Scott Altman, Jeffrey Ashby, Michael Bloomfield, Joe Edwards, Dominic Gorie, Rick Husband, Steven Lindsey, Pamela Melroy, Susan Kilrain, Rick Sturckow
Specialisti di missione: Michael Anderson, Kalpana Chawla, Robert Curbeam, Kathryn Hire, Janet Kavandi, Edward Lu, Carlos Noriega, James Reilly, Stephen Robinson
Specialisti di missione internazionali: Jean-Loup Chrétien ( Francia), Takao Doi ( Giappone), Michel Tognini ( Francia), Dafydd Williams ( Canada)
Husband, Anderson e Chawla erano membri dell'equipaggio dell'ultima missione dello Shuttle Columbia durante l'incidente. Chrétien si è addestrato come membro dell'equipaggio di riserva dello Spacelab negli anni Ottanta e ha volato sia in una navicella americana che in una sovietica, oltre ad essere diventato la prima persona non americana e non sovietica a compiere un'attività extraveicolare.

## 1995
20 marzo – Gruppo Cosmonauti RAN 6 ( Russia)
Jurij Stepanov
Nel 1985 era stato selezionato nel Gruppo IMBP 4. Non ha mai volato nello spazio.
8 maggio – Gruppo 3 Astronauti ASI ( Italia)
Luca Urbani
Selezionato come Specialista del carico utile LMS di riserva per la missione STS-78 svolta da Thirsk.

## 1996
9 febbraio/26 marzo – Gruppo cosmonauti MKS/RKKE 12 ( Russia)
MKS: Oleg Kotov, Jurij Šargin
RKKE: Konstantin Kozeev, Sergej Revin
26 marzo:
MKS: Oleg Kononenko
Tutti e cinque hanno svolto almeno una missione sulla ISS. Dopo l'addestramento di base Kotov aveva ottenuto la qualifica di Cosmonauta di ricerca ma successivamente è diventato Cosmonauta sperimentale, comandando sia la Sojuz che la ISS.
1 maggio – Gruppo 16 Astronauti NASA – The Sardines ( Stati Uniti)
Piloti: Duane Carey, Stephen Frick, Charles Hobaugh, James Kelly, Mark Kelly, Scott Kelly, Paul Lockhart, Christopher Loria, William McCool, Mark Polansky
Specialisti di missione: David Brown, Daniel Burbank, Yvonne Cagle, Fernando Caldeiro, Charles Camarda, Laurel Clark, Michael Fincke, Patrick Forrester, John Herrington, Joan Higginbotham, Sandra Magnus, Mike Massimino, Richard Mastracchio, Lee Morin, Lisa Nowak, Donald Pettit, John Phillips, Paul Richards, Piers Sellers, Heidemarie Stefanyshyn-Piper, Daniel Tani, Rex Walheim, Peggy Whitson, Jeffrey Williams, Stephanie Wilson
Specialisti di missione internazionali: Pedro Duque ( Spagna), Christer Fuglesang ( Svezia), Umberto Guidoni ( Italia), Steven MacLean ( Canada), Mamoru Mohri ( Giappone), Soichi Noguchi ( Giappone), Julie Payette ( Canada), Philippe Perrin ( Francia), Gerhard Thiele ( Germania)
Brown, Clark e McCool erano membri dell'equipaggio della missione finale del Columbia durante l'incidente. Mark e Scott Kelly sono gemelli, mentre James Kelly non è un loro parente. Loria era stato assegnato a una missione Shuttle ma non ha potuto volare per motivi medici, si è ritirato dal Corpo Astronauti a causa dell'aggravarsi delle sue condizioni. Nowak, che ha volato per l'STS-121, è stata arrestata il 5 febbraio 2007, dopo aver tentato di rapire la fidanzata del collega astronauta William Oefelein. È stata licenziata dalla NASA il 6 marzo, la prima astronauta a venir licenziata (prima gli astronauti a cui veniva impedito di volare per cause non mediche si erano licenziati o si erano ritirati).
29 maggio – Gruppo 3 Astronauti NASDA ( Giappone)
Soichi Noguchi
Noguchi ha seguito l'addestramento come Specialista di missione alla NASA. Ha fatto parte della missione Return to flight (STS-114) del 2005 e una missione di lunga sulla ISS.
Settembre – Gruppo Astronauti Shuttle-97 ( Ucraina)
Leonid Kadenjuk, Jaroslav Pustovyj
Kadenjuk è stato selezionato per volare in una missione Shuttle (STS-87) come Specialista del carico utile con Pustovyj come sua riserva. Aveva fatto pare dei gruppi di selezione TsPK 6 (1976) e GKNII 1 (1988).

## 1997
Aprile – Gruppo Astronauti Shuttle ( Israele)
Yitzhak Mayo, Ilan Ramon
Ramon è stato il primo astronauta israeliano a volare nello spazio, a bordo dello Space Shuttle Columbia, durante l'incidente della missione STS-107.
28 luglio – Gruppo cosmonauti TsPK 12/RKKE 13 ( Russia)
TsPK: Dmitrij Kondrat'ev, Jurij Lončakov, Sergej Moščenko, Oleg Moškin, Roman Romanenko, Aleksandr Skvorcov, Maksim Suraev, Konstantin Val’ov, Sergej Volkov
RKKE: Oleg Skripočka, Fëdor Jurčichin
Moškin ha fallito l'addestramento di candidato cosmonauta mentre Moščenko e Val'ov si sono ritirati prima di volare nello spazio. Romanenko, Skvorcov e Volkov sono figli rispettivamente dei cosmonauti Jurij Romanenko, Aleksandr Skvorcov (nessun volo) e Aleksandr Volkov. Lončakov è stato Capo del GCTC tra il 2014 e il 2017.

## 1998
Gennaio – Gruppo 1 Taikonauti ( Cina)
Chen Quan, Deng Qingming, Fei Junlong, Jing Haipeng, Liu Boming, Liu Wang, Nie Haisheng, Pan Zhanchun, Yang Liwei, Zhai Zhigang, Zhang Xiaoguan, Zhao Chuandong
Ad ottobre del 2003, Liwei è diventato il primo uomo ad essere lanciato nello spazio dal programma spaziale cinese, e la sua missione, Shenzhou 5, ha reso la Cina il terzo Paese a mandare persone nello spazio con la propria navicella.
24 febbraio – Gruppo cosmonauti RKKE 14 ( Russia)
Michail Kornienko
Kornienko ha fatto della missione di 340 giorni sulla ISS durante A Year in Space (Exp 43/44/45/46) con Scott Kelly.
23 marzo – Gruppo Cosmonauti Stefanik OS Mir ( Slovacchia)
Ivan Bella, Michal Fulier
4 giugno – Gruppo 17 Astronauti NASA – The Penguins ( Stati Uniti)
Piloti: Lee Archambault, Christopher Ferguson, Kenneth Ham, Gregory Johnson, Gregory Johnson, William Oefelein, Alan Poindexter, George Zamka
Specialisti di missione: Clayton Anderson, Tracy Caldwell, Gregory Chamitoff, Timothy Creamer, Michael Foreman, Michael Fossum, Stanley Love, Leland Melvin, Barbara Morgan, John Olivas, Nicholas Patrick, Garrett Reisman, Patricia Robertson, Steven Swanson, Douglas Wheelock, Sunita Williams, Neil Woodward
Specialisti di missione internazionali: Léopold Eyharts ( Francia), Paolo Nespoli ( Italia), Marcos Pontes ( Brasile), Hans Schlegel ( Germania), Robert Thirsk ( Canada), Bjarni Tryggvason ( Canada), Roberto Vittori ( Italia)
In questo gruppo è stata selezionata Morgan, che era stata la riserva di Christa McAuliffe per Educatori nello spazio durante il disastro Challenger in 1986. Nonostante spesso venga definita Specialista di missione Educatore, Morgan è stata selezionata dalla NASA come Specialista di missione prima che il progetto Specialisti di missione Educatori venisse creato nel 2004.
Robertson è rimasta uccisa in un incidente su un aereo privato prima di venire assegnata ad una missione Shuttle.
Oefelein è stato licenziato dalla NASA nel 2007 per il suo coinvolgimento nel triangolo amoroso con la collega astronauta Lisa Nowak.
Creamer è stato il primo astronauta a diventare Direttore di volo del Controllo missione di Houston.
Nel 2015 Sunita Williams è stata selezionata come Astronauta Commerciale della NASA per far parte della prima missione operativa della navicella Starliner di Boeing.
Dopo essersi ritirato dalla NASA nel 2011, Ferguson è andato a lavorare da Boeing. Nel 2018 è stato selezionato come Astronauta Commerciale di Boeing per far parte della prima missione sperimentale di Starliner.
18 giugno – Gruppo Astronauti AEB ( Brasile)
Marcos Pontes
Si è addestrato nel 1998 come Specialista di missione alla NASA ma ha poi volato nel 2006 a bordo di una Sojuz come Partecipante al volo spaziale.
7 ottobre – Gruppo Astronauti ESA 1998 ( Europa)
Frank De Winne ( Belgio), Léopold Eyharts ( Francia), André Kuipers ( Paesi Bassi), Paolo Nespoli ( Italia), Hans Schlegel ( Germania) , Roberto Vittori ( Italia)
De Winne sarebbe diventato il primo comandante europeo della ISS nel 2009 e dal 2012 è Capo del Centro Europeo Astronauti.

## 1999
Febbraio –  Gruppo 4 Astronauti NASDA 1999 ( Giappone)
Satoshi Furukawa, Akihiko Hoshide, Naoko Yamazaki
1 Novembre – Gruppo Astronauti ESA 1999 ( Europa)
Claudie Haigneré, Philippe Perrin, Michel Tognini
I tre astronauti francesi del CNES sono stai trasferiti al Corpo Astronauti dell'ESA riunendosi agli altri astronauti europei già trasferiti l'anno precedente.

## 2000
26 luglio – Gruppo 18 Astronauti NASA – The Bugs ( Stati Uniti)
Piloti: Dominic Antonelli, Eric Boe, Kevin Ford, Ronald Garan, Douglas Hurley, Terry Virts, Barry Wilmore
Specialisti di missione: Michael Barratt, Robert Behnken, Stephen Bowen, Benjamin Drew, Andrew Feustel, Michael Good, Timothy Kopra, Megan McArthur, Karen Nyberg, Nicole Stott
Nel 2018 Behnken e Hurley sono stati selezionati come Astronauti Commerciali della NASA per far parte della prima missione sperimentale della navicella Dragon 2 di SpaceX.

## 2002
9 novembre  – Gruppo 1 Cosmonauti Kazakistan ( Kazakistan)
Ajdyn Aimbetov, Mukhtar Aymakhanov
12 novembre – Gruppo Astronauti Canadian Arrow  ( Canada)
David Ballinger, Larry Clark, Jason Dyer, Marvin Gow, Yaroslav Pustovyi, Wayne Wong

## 2003
23 maggio – Gruppo cosmonauti TsPK 13/RKKE 15/IMBP 6 ( Russia)
TsPK: Anatolij Ivanišin, Aleksandr Samokutjaev, Anton Škaplerov, Evgenij Tarelkin, Sergej Žukov
RKKE: Oleg Artem'ev, Andrej Borisenko, Mark Serov
IMBP: Sergej Rjazanskij
Žukov e Serov si sono ritirati senza mai volare nello spazio.
11 settembre – SpaceShipOne (Astronauti commerciali;  Stati Uniti)
Brian Binnie, Mike Melvill, Doug Shane, Peter Siebold
Questo è stato il primo gruppo di Astronauti Commerciali. Solo Binnie e Melville hanno raggiunto lo spazio durante un volo SpaceShipOne. Siebold ha pilotato SpaceShipTwo, ma nessuno dei voli da lui effettuati ha raggiunto lo spazio.

## 2004
6 maggio – Gruppo 19 Astronauti NASA – The Peacocks ( Stati Uniti)
Piloti: Randolph Bresnik, James Dutton
Specialisti di missione: Thomas Marshburn, Christopher Cassidy, Shane Kimbrough, Jose Hernández, Robert Satcher, Shannon Walker
Specialisti di missione educatori: Joe Acaba, Richard Arnold, Dorothy Metcalf-Lindenburger
Specialisti di missione internazionali: Satoshi Furukawa ( Giappone), Akihiko Hoshide ( Giappone), Naoko Yamazaki ( Giappone)
Questo è stato il primo gruppo a includere Specialisti di missione Educatori e l'ultimo gruppo ad addestrarsi per le missioni Shuttle.

## 2006
30 marzo – Gruppo 1 Piloti Astronauti Virgin Galactic (Astronauti commerciali;  Regno Unito)
Steve Johnson, Alistair Hoy, David MacKay, Alex Tai
4 settembre – Gruppo Angkasawan ( Malaysia)
Sheikh Muszaphar, Faiz Khaleed, Siva Vanajah, Mohammed Faiz Kamaludin
Nel 2006, quattro malesiani son stati scelti per addestrarsi per un volo breve sulla ISS con il programma Angkasawan. Muszaphar è diventato il primo malesiano a volare nello spazio quando è stato lanciato a bordo della Sojuz TMA-11 nel 2007.
11 ottobre – Gruppo cosmonauti TsPK 14/RKKE 16 ( Russia)
TsPK: Aleksandr Misurkin, Oleg Novickij, Aleksej Ovčinin, Maksim Ponomarev, Sergej Ryžikov
RKKE: Elena Serova, Nikolaj Tichonov
Ponomarev si è ritirato senza essere mai andato nello spazio. Ovčinin è stato un membro dell'equipaggio della Sojuz MS-10 durante il lancio fallito a causa di una collisione tra uno dei booster e il core del lanciatore Sojuz FG.
25 dicembre – Gruppo Cosmonauti Coreano ( Corea del Sud)
Yi So-yeon, Ko San
Ko San è stato scelto come candidato principale a settembre 2007, ma è stata poi Yi So-yeon a volare sulla ISS nell'aprile del 2008. Dopo essere atterrata Yi So-yeon si è ritirata da KARI per unirsi al corpo degli astronauti commerciali dell'Association of Spaceflight Professionals (ASP).

## 2008
Luglio – Gruppo 2 Piloti Astronauti Virgin Galactic (Astronauti commerciali;  Regno Unito)
Robert Bendall, Rich Dancaster, Brad Lambert

## 2009
25 febbraio – Gruppo 5 Astronauti JAXA ( Giappone)
Takuya Ōnishi, Kimiya Yui
13 maggio – Gruppo 3 Astronauti CSA ( Canada)
Jeremy Hansen, David Saint-Jacques
20 maggio – Gruppo 3 Astronauti ESA – The Shenanigans ( Europa)
Samantha Cristoforetti ( Italia), Alexander Gerst ( Germania), Andreas Mogensen ( Danimarca), Luca Parmitano ( Italia), Timothy Peake ( Regno Unito), Thomas Pesquet ( Francia)
Mogensen è stato il primo astronauta danese ad andare nello spazio durante la sua missione (Sojuz TMA-18M) di 10 giorni nel 2015.
29 giugno – Gruppo 20 Astronauti NASA – Chumps ( Stati Uniti)
Specialisti di missione: Serena Auñón, Jeanette Epps, Jack Fischer, Michael Hopkins, Kjell Lindgren, Kate Rubins, Scott Tingle, Mark Vande Hei, Reid Wiseman
Specialisti di missione internazionali: Jeremy Hansen ( Canada), Norishige Kanai ( Giappone), Takuya Ōnishi ( Giappone), David Saint-Jacques ( Canada), Kimiya Yui ( Giappone)
La NASA ha selezionato nove membri per far parte del Gruppo 20 tra più di 3500 candidature. Questo è stato il primo gruppo di astronauti scelti dopo il pensionamento dello Shuttle e che non si son quindi addestrati per volare a bordo di quest'ultimo. Fischer, Tingle e Wiseman son stai selezionati come piloti ma non c’è alcuna distinzione tra piloti e non-piloti: son tutti considerati Specialisti di missione. Nel 2018 Hopkins è stato selezionato come Astronauta Commerciale della NASA per far parte della prima missione operativa della navicella Dragon 2 di SpaceX.
8 settembre – Gruppo 5 Astronauti JAXA – Aggiuntivo ( Giappone)
Norishige Kanai

## 2010
Marzo – Gruppo 2 Taikonauti ( Cina)
Cai Xuzhe, Chen Dong, Liu Yang, Tang Hongbo, Wang Yaping, Ye Guangfu, Zhang Lu
12 aprile – Gruppo 1 ASP (Astronauti commerciali)
Jim Crowell, Bruce Davis, Kristine Ferrone, Amnon Govrin, Chad Healy, Ryan Kobrick, Joseph Palaia, Luís Saraiva, Brian Shiro, Laura Stiles, Veronica Zabala-Aliberto.
7 giugno – Gruppo 2 ASP (Astronauti commerciali)
Ben Corbin, José Hurtado, Jason Reimuller, Todd Romberger, Erik Seedhouse, Alli Taylor
12 ottobre – Gruppo cosmonauti TsPK 15/RKKE 17/RKKE 18 ( Russia)
TsPK–15: Aleksej Chomenčuk, Denis Matveev, Sergej Prokop'ev
RKKE–17: Ivan Vagner, Svjatoslav Morozov
RKKE–18: Andrej Babkin, Sergej Kud'-Sverčkov
Chomenčuk e Morozov si sono ritirati senza mai volare nello spazio.

## 2011
Gennaio-Febbraio – Trasferimento Corpo Cosmonauti unificato Roscosmos ( Russia)
Oleg Artem'ev, Andrej Babkin, Ivan Vagner, Andrej Borisenko, Sergej Žukov, Oleg Kononenko, Michail Kornienko, Sergej Kud'-Sverčkov, Svjatoslav Morozov, Sergej Revin, Sergej Rjazanskij, Elena Serova, Nikolaj Tichonov
Dal 1º gennaio 2011 Roscosmos ha deciso di unire in un unico Corpo Cosmonauti tutti i Corpi Cosmonauti della Federazione Russa, in particolare quello del GCTC (TsPK) e quello di RKK Ėnergija (RKKE).
28 febbraio – Gruppo 3 ASP (Astronauti commerciali)
Christopher Altman, Jon-Erik Dahlin, Melania Guerra, Mindy Howard, Kris Lehnhardt, Abhishek Tripathi, Cosan Unuvar, Pavel Zagadailov, Luis Zea
26 ottobre – Gruppo 3 Piloti Astronauti Virgin Galactic (Astronauti commerciali;  Regno Unito)
Keith Colmer

## 2012
Febbraio – Trasferimento Corpo Cosmonauti unificato Roscosmos ( Russia)
Fëdor Jurčichin
30 ottobre – Gruppo cosmonauti Roscosmos 16 ( Russia)
Oleg Blinov, Nikolaj Čub, Pëtr Dubrov, Andrej Fedjaev, Ignat Ignatov, Anna Kikina, Sergej Korsakov, Dmitrij Petelin
Blinov e Ignatov si sono ritirati senza mai volare nello spazio.

## 2013
8 maggio  – Gruppo 4 Piloti Astronauti Virgin Galactic (Astronauti commerciali;  Regno Unito)
Frederick Sturckow (ex astronauta NASA), Michael Masucci
3 giugno – Gruppo 4 ASP (Astronauti commerciali)
David Ballinger, Jessica Cherry, Michael Gallagher, Jamie Guined, Tanya Markow-Estes, Aaron Persad
17 giugno – Gruppo 21 Astronauti NASA – 8-Balls ( Stati Uniti)
Josh Cassada, Victor Glover, Nick Hague, Christina Hammock, Nicole Mann, Anne McClain, Jessica Meir, Andrew Morgan
Nel 2018 Cassada e Mann sono stati selezionati come Astronauti Commerciali della NASA per far parte rispettivamente della prima missione operativa della navicella Dragon 2 di SpaceX e della missione sperimentale dello Starliner di Boeing.

## 2014
9 luglio –  Gruppo 1 Astronauti Bigelow Aerospace (Astronauti commerciali;  Stati Uniti)
Kenneth Ham, George Zamka (ex astronauti NASA)
24 luglio – Gruppo 5 Piloti Astronauti Virgin Galactic (Astronauti commerciali;  Regno Unito)
Todd Ericson
14 agosto – Trasferimento Corpo Cosmonauti unificato Roscosmos ( Russia)
Mukhtar Aimakhanov

## 2015
23 gennaio – Gruppo 6 Piloti Astronauti Virgin Galactic (Astronauti commerciali;  Regno Unito)
Mark Stucky
9 luglio – NASA Commercial Crew Program
Robert Behnken, Sunita Williams, Eric Boe, Douglas Hurley
Luglio – Gruppo 3 Astronauti ESA – Aggiuntivo ( Europa)
Matthias Maurer ( Germania)
Gruppo Copenhagen Suborbitals (Astronauti commerciali;  Danimarca)
Mads Stenfatt, Anna Olsen, Carsten Olsen

## 2017
7 giugno – Gruppo 22 Astronauti NASA – The Turtles ( Stati Uniti)
Kayla Barron, Zena Cardman, Raja Chari, Matthew Dominick, Robert Hines, Warren Hoburg, Jonny Kim, Robb Kulin, Jasmin Moghbeli, Loral O'Hara, Francisco Rubio, Jessica Watkins
Kulin si è ritirato prima di aver completato l'addestramento di candidato astronauta.
1º luglio – Gruppo 4 Astronauti CSA ( Canada)
Jennifer Sidey, Joshua Kutryk

## 2018
10 agosto – Gruppo cosmonauti Roscosmos 17 ( Russia)
Konstantin Borisov, Aleksandr Gorbunov, Aleksandr Grebënkin, Sergej Mikaev, Kirill Peskov, Oleg Platonov, Evgenij Prokop'ev, Alekej Zubrickij
Alla selezione hanno partecipato 420 candidati. Tra i requisiti minimi di selezione c'era avere un'età inferiore ai 35 anni, aver conseguito una laurea ingegneristica, scientifica o di volo aeronautico, avere una conoscenza base dell’inglese e una certa familiarità con sistemi tecnici. Mikaev, Zubrickij e Platonov sono piloti militari mentre Peskov è un pilota civile. Grebënkin è un ingegnere militare aeronautico mentre Prokop'ev (fratello di Sergej Prokop'ev) e Gorbunov sono ingegneri di RKK Ėnergija. Infine, Borisov è un economista.
3 settembre – Gruppo Cosmonauti Emirati Arabi ( Emirati Arabi Uniti)
Hazza Al Mansouri, Sultan Al Niadi

## 2019
Dicembre – 1st Vyomnaut Group (India)
Prashanth Nair, Ajit Krishnan, Angad Pratap, Subhanshu Shukla
- È previsto che Nair, Krishnan e Prathap voleranno nella prima missione con equipaggio Gaganyaan (Gaganyaan-4) nel 2025, con Shukla come riserva. Shukla è stato anche nominato nell'equipaggio della Axiom Mission 4, una missione privata di breve durata verso la Stazione Spaziale Internazionale, il cui volo è previsto prima di Gaganyaan-4, nel giugno 2025.[178][179][180]

## 2020
8 ottobre – Gruppo 3 Taikonauti ( Cina)
Vennero selezionati 18 taikonauti (17 uomini, 1 donna) i cui nomi non vennero pubblicati, suddivisi nelle seguenti tre categorie:
7 piloti
7 ingegneri di volo
4 specialisti del carico utile

## 2021
27 gennaio – Gruppo cosmonauti Roscosmos 18 ( Russia)
Sergej Irtuganov, Aleksandr Koljabin, Sergej Teterjatnikov, Arutjun Kivirjai
10 aprile – Gruppo 2 Cosmonauti Emirati Arabi ( Emirati Arabi Uniti)
Nora AlMatrooshi, Mohammad AlMulla
Hanno svolto l'addestramento di base alla NASA con il Gruppo 23 Astronauti NASA.
6 dicembre – Gruppo 23 Astronauti NASA – The Flies ( Stati Uniti)
Nichole Ayers, Marcos Berríos, Christina Birch, Deniz Burnham, Luke Delaney, Andre Douglas, Jack Hathaway, Anil Menon, Christopher Williams, Jessica Wittner

## 2022
2 ottobre – Gruppo 3 Taikonauti ( Cina)
La Cina ha annunciato la selezione di 12-14 nuovi astronauti, i cui nomi non sono stati rivelati, nelle seguenti categorie:
7-8 piloti
5-6 ingegneri di volo
2 specialisti del carico utile
23 novembre – Gruppo 4 Astronauti ESA ( Europa)
Sophie Adenot ( Francia), Pablo Álvarez Fernández ( Spagna), Rosemary Coogan ( Regno Unito), Raphaël Liégeois ( Belgio), Marco Sieber ( Svizzera)
Riserve: John McFall ( Regno Unito; Parastronauta), Meganne Christian (nata nel Regno Unito, con cittadinanza inglese, italiana, australiana e neozelandese), Anthea Comellini ( Italia), Sara García Alonso ( Spagna), Andrea Patassa ( Italia), Carmen Possnig ( Austria), Arnaud Prost ( Francia), Amelie Schoenenwald ( Germania), Aleš Svoboda ( Rep. Ceca), Sławosz Uznański ( Polonia), Marcus Wandt ( Svezia), Nicola Winter ( Germania)

## 2023
12 febbraio – Gruppo 2 Astronauti sauditi ( Arabia Saudita)
Rayyanah Barnawi, Ali AlQarni, Mariam Fardous, Ali AlGhamdi
Rayyanah Barnawi e Ali AlQarni hanno partecipato alla missione Axiom Mission 2 mentre Mariam Fardous e Ali AlGhamdi erano le loro riserve.
8 marzo – Gruppo 1 Astronauti australiani ( Australia)
Katherine Bennell-Pegg
Katherine Bennell-Pegg ha partecipato alla selezione Gruppo astronauti ESA 4 ma non è stata selezionata tra i 17 finalisti. L'Agenzia spaziale australiana ha deciso comunque di finanziare la sua formazione, annunciando a marzo 2023 che avrebbe svolto l'addestramento di base al Centro europeo per gli astronauti (EAC) insieme al Gruppo astronauti ESA 4.
17 marzo – Gruppo 1 Astronauti ungheresi – HUNOR ( Ungheria)
Dopo un anno di addestramento, il 27 maggio 2024 dei quattro finalisti vennero selezionati Kapu Tibor (principale) e Cserényi Gyula (riserva) per una futura missione con Axiom.
Schlégl Ádám, Cserényi Gyula, Kapu Tibor, Szakály András
29 aprile – Gruppo 1 Astronauti turchi ( Turchia)
Alper Gezeravcı, Tuva Atasever
Alper Gezeravcı ha preso parte alla missione Axiom Mission 3.
Aprile/Luglio – Gruppo 6 Astronauti JAXA ( Giappone)
Makoto Suwa, Ayu Yoneda

## 2024
27 maggio – Gruppo cosmonauti Roscosmos 19 ( Russia)
Ėl'čin Vаchidov, Vladimir Vorožkо, Aleksandr Žеrеbcov, Anastasija Burčuladze